# 1634 en littérature
| Années de la littérature : 1631 - 1632 - 1633 - 1634 - 1635 - 1636 - 1637    |
| Décennies de la littérature : 1600 - 1610 - 1620 - 1630 - 1640 - 1650 - 1660 |

Cet article présente les faits marquants de l'année 1634 en littérature.

## Événements
- 13 mars : Valentin Conrart tient les premiers registres des réunions de la future l'Académie française, qui prend ce nom le 20 mars sur proposition de Richelieu. La compagnie portée à vingt-cinq membres travaille à l'établissement de ses statuts et à la rédaction des lettres patentes, signées le 25 janvier 1635 par le garde des sceaux Pierre Séguier[1].

## Parutions
- Moïse Amyraut, Brief traitté de la prédestination et de ses principales dépendances, Saumur, J. Lefnier, 1634 (présentation en ligne). Ce traité sur la prédestination déclenche la querelle de la Grâce universelle au sein de l’Église protestante française de 1634 à 1664[2].

- Somnium, seu opus posthumum de astronomia lunari (« Le Songe ou l'Astronomie lunaire ») roman de Johannes Kepler écrit en 1608, est publié à Francfort de manière posthume par son fils Ludwig[3].
- Saadi (trad. André du Ryer), Gulistan, ou l'Empire des roses, Paris, Antoine de Sommaville, 1634 (présentation en ligne), première traduction du persan en français, incomplète.

## Naissances
- 18 mars : Madame de La Fayette, femme de lettres française († 25 mai 1693).

## Décès
- 12 mai : George Chapman, poète et dramaturge anglais.